# Croix de carrefour de Cluny
La croix de carrefour de Cluny est une croix de chemin du XVIIIe siècle située sur le territoire de la commune de Cluny dans le département français de Saône-et-Loire et la région Bourgogne-Franche-Comté.

## Historique
La croix est érigée en 1746.
Elle fait l'objet d'une inscription au titre des monuments historiques depuis le 25 mai 1988.